# Grev Zarkas Bande
Grev Zarkas Bande er en film instrueret af Eduard Schnedler-Sørensen.

## Handling
Denne artikel mangler et handlingsreferat. Hjælp os med at skrive det.

## Medvirkende
- Olaf Fønss - Prins Roel
- Carl Lauritzen - Grev von Bernstein, gesandt for Waldowia
- Johanne Fritz-Petersen - Philippa, grev Harlbergs datter
- Ivan Christy - Galobin, Phillipas bror
- Svend Aggerholm - Grev Zarka, eventyrer
- Christel Holch - Komtesse Royda, grev Zarkas kusine
- Johannes Ring
- Wilhelm Birch
- Alf Blütecher
- Ebba Lorentzen
- Ingeborg Jensen
- Paula Ruff
- Birger von Cotta-Schønberg
- Agnes Andersen
- Holger Syndergaard
- Franz Skondrup
- Lau Lauritzen Sr.